# New Orleans Saints 2023
La stagione 2023 dei New Orleans Saints è stata la 57ª della franchigia nella National Football League e la seconda con Dennis Allen come capo-allenatore. È stata inoltre la prima stagione con l'attacco affidato al quarterback Derek Carr, acquisito come free agent.
La squadra migliorò il suo record di 7–10 della stagione precedente ma mancò l'accesso ai playoff per il terzo anno consecutivo. I Saints chiusero alla pari con i  Buccaneers con il miglior record della NFC South ma il titolo di division andò a Tampa Bay. Inoltre chiusero con lo stesso record di Green Bay Packers e Seattle Seahawks ma l'ultima wild card se la aggiudicò Green Bay.

## Scelte nel Draft 2023
| Scelte dei Saints nel Draft 2023 |        |                |                  |              |                          |
| Giro                             | Scelta | Giocatore      | Ruolo            | College      | Note                     |
| 1                                | 29     | Bryan Bresee   | Defensive tackle | Clemson      |                          |
| 2                                | 40     | Isaiah Foskey  | Defensive end    | Notre Dame   |                          |
| 3                                | 71     | Kendre Miller  | Running back     | TCU          |                          |
| 4                                | 103    | Nick Saldiveri | Offensive tackle | Old Dominion | Dai Chicago Bears        |
| 4                                | 127    | Jake Haener    | Quarterback      | Fresno State | Dai Jacksonville Jaguars |
| 5                                | 146    | Jordan Howden  | Safety           | Minnesota    |                          |
| 6                                | 195    | A.T. Perry     | Wide receiver    | Wake Forest  |                          |

## Staff
| Staff dei New Orleans Saints |
| --- |
| Organi dirigenziali - Proprietario - Gayle Benson - Presidente – Dennis Lauscha - Vice presidente esecutivo/General Manager – Mickey Loomis - Vice presidente senior/Chief Operating Officer – Ben Hales - Assist. General Manager/Direttore degli osservatori del college – Jeff Ireland - Vice presidente dell'amministrazione del football – Khai Harley - Direttore delle operazioni – James Nagaoka - Direttore degli osservatori dei professionisti – Justin Matthews - Direttore del personale professionistico – Michael Parenton Capo allenatore - Capo-allenatore - Dennis Allen Altri allenatori - Preparatore atletico – Matt Clapp - Direttore della scienza sportiva – Matt Rhea - Assistente p.a. – Charles Byrd - Assistente p.a. – Rob Wenning Allenatori dell'attacco - Coordinatore offensivo - Pete Carmichael Jr. - Gioco sui passaggi/quarterback – Ronald Curry - Running backs – Joel Thomas - Wide receiver – Kodi Burns - Gioco sulle corse/tight end – Dan Roushar - Offensive line – Doug Marrone - Assistente Offensive line – Zach Strief - Assistente offensivo – Declan Doyle - Assistente capo-all./assistente attacco – Kevin Petry - Assistente attacco – D.J. Williams - Assistente attacco senior – Bob Bicknell Allenatori della difesa - Co-coordinatore difensivo/defensive line – Ryan Nielsen - Co-coordinatore difensivo/secondary – Kris Richard - Linebacker – Michael Hodges - Assistente secondary – Cory Robinson - Assistente difesa senior – Peter Giunta - Assistente difesa – Jordan Taylor - Assistente difesa – Sterling Moore - Specialista pass rush – Brian Young Allenatori dello special team - Assistente special team – Phil Galiano |

## Roster
| Roster dei New Orleans Saints |
| --- |
| Quarterback - 4 Derek Carr - 7 Taysom Hill - 2 Jameis Winston Running Back - 33 Kirk Merritt - 25 Kendre Miller - 46 Adam Prentice FB - 21 Jamaal Williams Wide Receiver - 5 Lynn Bowden - 18 Keith Kirkwood - 12 Chris Olave - 17 A.T. Perry - 22 Rashid Shaheed - 13 Michael Thomas Tight End - 80 Jimmy Graham - 83 Juwan Johnson - 87 Foster Moreau Offensive Linemen - 73 Max Garcia C - 74 James Hurst G - 78 Erik McCoy C - 75 Andrus Peat G - 70 Trevor Penning T - 71 Ryan Ramczyk T - 51 Cesar Ruiz G - 64 Nick Saldiveri G - 67 Landon Young T Defensive Linemen - 90 Bryan Bresee DT - 55 Isaiah Foskey DE - 96 Carl Granderson DE - 94 Cameron Jordan DE - 92 Tanoh Kpassagnon DE - 91 Kyle Phillips DE - 97 Malcolm Roach DT - 99 Khalen Saunders DT - 93 Nathan Shepherd DT Linebacker - 53 Zack Baun OLB - 56 Demario Davis MLB - 52 D'Marco Jackson MLB - 45 Nephi Sewell OLB - 20 Pete Werner OLB Defensive Back - 29 Paulson Adebo CB - 0 Ugo Amadi FS - 48 J.T. Gray SS - 31 Jordan Howden SS - 28 Lonnie Johnson Jr. FS - 23 Marshon Lattimore CB - 32 Tyrann Mathieu FS - 6 Marcus Maye SS - 1 Alontae Taylor CB - 27 Isaac Yiadom CB Special Team - 19 Blake Grupe K - 39 Lou Hedley P - 49 Zach Wood LS Lista delle riserve - 26 Eno Benjamin RB (IR) - 50 Andrew Dowell OLB (IR) - 3 Jake Haener QB (Sospeso) - 41 Alvin Kamara RB (Sospeso) - 10 Tre'Quan Smith WR (IR) - 98 Payton Turner DE (IR) - 59 Trai Turner G (IR) Squadra di allenamento - 24 Johnathan Abram SS - 43 Ryan Connelly OLB (Practice squad/Injured) - 88 Shaquan Davis WR - 95 Jack Heflin DT - 30 Faion Hicks CB - 89 Tommy Hudson TE - 86 Michael Jacobson TE - 36 Anthony Johnson CB - 34 Tony Jones Jr. RB - 62 Tommy Kraemer G - 57 Niko Lalos DE - 47 Terrell Lewis DE - 37 Jordan Mims RB - 72 Storm Norton T - 58 Anfernee Orji OLB - 54 Jaylon Smith MLB - 42 Ty Summers OLB Roster aggiornato al 17 settembre 2023 52 attivi, 7 inattivi, 16 nella squadra di allenamento |
| Legenda - I rookie sono in corsivo. - Il primo ruolo è il principale mentre gli eventuali successivi indicano i ruoli secondari. - (IR) sta per Injured Reserve ed indica la lista ristretta per un solo giocatore infortunato che può tornare ad allenarsi dopo la settimana 6 e a rientrare in prima squadra dopo che questa ha giocato 8 partite. - (NF-Inj.) / (NF-Ill.) stanno rispettivamente per Non-Football Injured e Non-Football Illness ed indicano le liste dove viene inserito un giocatore che ha un infortunio o una malattia non dipendente dal football americano. - (PUP) sta per Physically Unable to Perform ed indica la lista dove viene inserito un giocatore mentre è in attesa di recuperare la condizione fisica. Nella stagione regolare dopo la sesta partita giocata dalla propria squadra, il giocatore ha tempo tre settimane per riprendere ad allenarsi, più tre settimane aggiuntive dal suo rientro agli allenamenti per rientrare in prima squadra. |

## Precampionato
Il 17 maggio 2023 fu annunciato il calendario delle gare del precampionato.
| Precampionato |           |            |                        |           |        |                   |             |         |
| Settimana     | Data      | Ora (CT)   | Avversario             | Risultato | Record | Stadio            | TV          | Sintesi |
| 1             | 13 agosto | 12:00 p.m. | Kansas City Chiefs     | V 26-24   | 1-0    | Caesars Superdome | Fox 8 (Fox) | Sintesi |
| 2             | 20 agosto | 6:05 p.m.  | @ Los Angeles Chargers | V 22-17   | 2-0    | SoFi Stadium      | Fox 8       | Sintesi |
| 3             | 27 agosto | 7:00 p.m.  | Houston Texans         | S 13-17   | 2-1    | Caesars Superdome | Fox         | Sintesi |

## Stagione regolare

### Calendario
Il calendario della stagione regolare 2023 fu reso noto l'11 maggio 2023. Data e orario della gara di settimana 18 furono stabilite il 31 dicembre 2023, dopo lo svolgimento del diciassettesimo turno.
| Stagione regolare |                     |                     |                          |                     |                     |                         |                     |                     |
| Settimana         | Data                | Ora (CT)            | Avversario               | Risultato           | Record              | Stadio                  | TV                  | Sintesi             |
| 1                 | 10 settembre        | 12:00 p.m.          | Tennessee Titans         | V 16-15             | 1-0                 | Caesars Superdome       | CBS                 | Sintesi             |
| 2                 | 18 settembre        | 6:15 p.m.           | @ Carolina Panthers (M)  | V 20-17             | 2-0                 | Bank of America Stadium | ESPN                | Sintesi             |
| 3                 | 24 settembre        | 12:00 p.m.          | @ Green Bay Packers      | S 17-18             | 2-1                 | Lambeau Field           | Fox                 | Sintesi             |
| 4                 | 1º ottobre          | 12:00 p.m.          | Tampa Bay Buccaneers     | S 9-26              | 2-2                 | Caesars Superdome       | Fox                 | Sintesi             |
| 5                 | 8 ottobre           | 12:00 p.m.          | @ New England Patriots   | V 34-0              | 3-2                 | Gillette Stadium        | CBS                 | Sintesi             |
| 6                 | 15 ottobre          | 12:00 p.m.          | @ Houston Texans         | S 13-20             | 3-3                 | NRG Stadium             | Fox                 | Sintesi             |
| 7                 | 19 ottobre          | 7:15 p.m.           | Jacksonville Jaguars (T) | S 24-31             | 3-4                 | Caesars Superdome       | Prime Video         | Sintesi             |
| 8                 | 29 ottobre          | 12:00 p.m.          | @ Indianapolis Colts     | V 38-27             | 4-4                 | Lucas Oil Stadium       | Fox                 | Sintesi             |
| 9                 | 5 novembre          | 12:00 p.m.          | Chicago Bears            | V 24-17             | 5-4                 | Caesars Superdome       | CBS                 | Sintesi             |
| 10                | 12 novembre         | 12:00 p.m.          | @ Minnesota Vikings      | S 19-27             | 5-5                 | U.S. Bank Stadium       | Fox                 | Sintesi             |
| 11                | Settimana di riposo | Settimana di riposo | Settimana di riposo      | Settimana di riposo | Settimana di riposo | Settimana di riposo     | Settimana di riposo | Settimana di riposo |
| 12                | 26 novembre         | 12:00 p.m.          | @ Atlanta Falcons        | S 15-24             | 5-6                 | Mercedes-Benz Stadium   | Fox                 | Sintesi             |
| 13                | 3 dicembre          | 12:00 p.m.          | Detroit Lions            | S 28-33             | 5-7                 | Caesars Superdome       | Fox                 | Sintesi             |
| 14                | 10 dicembre         | 12:00 p.m.          | Carolina Panthers        | V 28-6              | 6-7                 | Caesars Superdome       | Fox                 | Sintesi             |
| 15                | 17 dicembre         | 12:00 p.m.          | New York Giants          | V 24-6              | 7-7                 | Caesars Superdome       | Fox                 | Sintesi             |
| 16                | 21 dicembre         | 7:15 p.m.           | @ Los Angeles Rams (T)   | S 22-30             | 7-8                 | SoFi Stadium            | Prime Video         | Sintesi             |
| 17                | 31 dicembre         | 12:00 p.m.          | @ Tampa Bay Buccaneers   | V 23-13             | 8-8                 | Raymond James Stadium   | Fox                 | Sintesi             |
| 18                | 7 gennaio           | 12:00 p.m.          | Atlanta Falcons          | V 48-17             | 9-8                 | Caesars Superdome       | CBS                 | Sintesi             |

Note:
- Gli avversari della propria division sono in grassetto.
- Il simbolo "@" indica una partita giocata in trasferta.
- (M) indica il Monday Night Football e (T) il Thursday Night Football.

## Premi

### Premi settimanali e mensili
- Blake Grupe:

giocatore degli special team della NFC della settimana 5
- Paulson Adebo:

difensore della NFC della settimana 9